# The American Analog Set
The American Analog Set ist eine US-amerikanische Indie-Post-Rock-Band aus Austin, Texas. Eine Kurzform des Bandnamens lautet amanset.

## Bandgeschichte
The American Analog Set entstand 1995 aus der Band Electric Company. Gründungsmitglieder waren neben Bandleader Andrew Kenny die Musiker Mark Smith und Lisa Roschmann. Bald darauf kam Lee Gillespie zur Gruppe. Schon nach wenigen Gigs war das Independent-Label Emperor Jones auf die Band aufmerksam geworden und nahm sie unter Vertrag. Noch im selben Jahr erschien bereits ihre erste Single Diana Slowburner. Im Winter 1995/96 spielte die Gruppe ihr Debütalbum The Fun of Watching Fireworks ein, das im Sommer 1996 veröffentlicht wurde. Es folgten 1997 das Album From Our Living Room to Yours und die EP Late One Sunday & The Following Morning. Im Winter 1998/99 begann die Band ihre Arbeit an The Golden Band, ihrem dritten Studioalbum, das im Februar 1999 fertiggestellt und im Juli veröffentlicht wurde. Ende 1999 verließ Lisa Roschmann die Gruppe. 2000 kamen mit Sean Ripple, der Lisa Roschmann ersetzen sollte, und Tom Hoff zwei neue Mitglieder zur Band. Für das vierte Album Know by Heart, das 2001 erschien, wechselte die Band zu Tiger Style Records, wobei sich dadurch der Sound nicht wesentlich veränderte. 2002 nahm die Band eine musikalische Neuorientierung vor und öffnete sich zur Electronica, wie auf der EP Updates und dem Album Promise of Love deutlich zu hören ist. 2003 verließ Tom Hoff die Gruppe und wurde durch Craig McCaffrey ersetzt. 2005 wechselte The American Analog Set erneut das Label und brachte bei Arts & Crafts Set Free als bisher letztes Album heraus.

## Diskografie

### Alben
- 1996: The Fun of Watching Fireworks (Emperor Jones)
- 1997: From Our Living Room to Yours (Emperor Jones)
- 1999: The Golden Band (Emperor Jones)
- 2001: Know by Heart (Tiger Style)
- 2003: Promise of Love (Tiger Style)
- 2005: Set Free (Arts & Crafts)

### EPs
- 1997: Late One Sunday & The Following Morning (Darla Records)
- 2002: Updates (Tiger Style)
- 2005: Songs of Hurt and Healing
- 2005: Everything Ends in Spring

### Singles
- 1996: Diana Slowburner (Emperor Jones)
- 1997: Magnificent Seventies (Emperor Jones)
- 1999: The Only Living Boy Around (Emperor Jones)
- 2001: New Equation (Tiger Style)

### Kompilationen
- 2001: Through the 1990s: Singles and Unreleased (Emperor Jones)
- 2009: Hard to Find: Singles and Unreleased 2000-2005 (Hometown Fantasy)